# Åse Birkrem
Åse Birkrem er en norsk håndboldspiller. Hun spillede 21 kampe for håndboldlandsholdet i 1986, og deltog under VM 1986, hvor det norske hold vandt en bronzemedalje. Hun er søster til Unni Birkrem.